# Lonatura austrina
Lonatura austrina är en insektsart som beskrevs av George Willis Kirkaldy 1907. Lonatura austrina ingår i släktet Lonatura och familjen dvärgstritar. Inga underarter finns listade i Catalogue of Life.